# Bagadais à ventre roux
Prionops rufiventris
Espèce
Statut de conservation UICN

 LC  : Préoccupation mineure
Le Bagadais à bec rouge (Prionops rufiventris) est une espèce de passereaux de la famille des Vangidae.
Son aire s'étend à travers la forêt du bassin du Congo.